# ساتوشی گوتو
ساتوشی گوتو (انگلیسی: Satoshi Goto؛ زادهٔ ۱۸ ژانویهٔ ۱۹۷۱) صداپیشه اهل ژاپن است.